# تپه امامزاده زغن‌آباد
تپه امامزاده زغن آباد مربوط به هزاره اول قبل از میلاد - سدهٔ ۹–۶ ه.ق است و در شهرستان ورزقان، بخش مرکزی، دهستان ازومدل جنوبی، شمال روستای زغن آباد واقع شده و این اثر در تاریخ ۲۷ بهمن ۱۳۸۷ با شمارهٔ ثبت ۲۴۵۰۵ به‌عنوان یکی از آثار ملی ایران به ثبت رسیده است.